# Димпстал
Димпстал (фр. Dimbsthal) насеље је и општина у источној Француској у региону Алзас, у департману Доња Рајна која припада префектури Саверн.
По подацима из 2011. године у општини је живело 300 становника, а густина насељености је износила 157,07 становника/km². Општина се простире на површини од 1,91 km². Налази се на средњој надморској висини од 300 метара (максималној 362 m, а минималној 266 m).

## Демографија
| 1962. | 1968. | 1975. | 1982. | 1990. | 1999. | 2011. |
| ----- | ----- | ----- | ----- | ----- | ----- | ----- |
| 200   | 207   | 214   | 217   | 235   | 278   | 300   |

График промене броја становника у току последњих година